# Amphiascopsis triarticulatus
Amphiascopsis triarticulatus is een eenoogkreeftjessoort uit de familie van de Miraciidae. De wetenschappelijke naam van de soort is voor het eerst geldig gepubliceerd in 1976 door Moore.